# بدر ۸
بدر ۸ یک ماهواره متعلق به شرکت عرب‌ست است که در مدار ۲۶ درجه شرقی قرار دارد. این ماهواره در تاریخ ۲۷ مه ۲۰۲۳ پرتاب شد. در حال حاضر شبکه‌های سازمان صدا و سیمای جمهوری اسلامی ایران بر روی پوشش آسیای مرکزی و ایران این ماهواره در حال پخش است.

## پوشش
پوشش ماهواره بدر ۸ شامل آسیای مرکزی، خاورمیانه و شمال آفریقا است.